# Rivetina beybienkoi
Rivetina beybienkoi är en bönsyrseart som beskrevs av Aare Lindt 1961. Rivetina beybienkoi ingår i släktet Rivetina och familjen Mantidae.

## Underarter
Arten delas in i följande underarter:
- R. b. meridionale
- R. b. baldzhunaica
- R. b. beybienkoi